# Бутурлин, Василий Андреевич
Васи́лий Андре́евич Бутурли́н (ум. 1569) — полковой и городовой воевода в царствование Ивана Грозного, активный участник Ливонской войны.

## Биография

### Казанские походы
В 1550 году в звании рынды сопровождал Ивана Грозного во втором походе на Казань.
В 1554—1555 годах находился на воеводстве в Михайлове.
В 1556 году — воевода в Чашниках.
В 1557—1558 годах Василий Бутурлин служил воеводой во Мценске.
В 1559 году Василий Андреевич Бутурлин, находясь на воеводстве в Пронске, разбил напавших на городские окрестности крымских татар, за что получил в награду от царя золотой.
В 1560 году вторично разбил крымцев под Пронском.

### Ливонская война
В 1562 году служил воеводой в Карачеве.
В 1563 году вместе с другими воеводами отражал литовцев от Красного.
В 1564 году Василий Бутурлин вместе с князем Серебряным-Оболенским предпринял поход на литовские владения, успешно действовал против литовцев и получил в награду золотой. Летом того же года воевода Василий Бутурлин предпринял самостоятельный поход из Смоленска под Мстиславль, во время которого опустошил окрестности Мстиславля, Кричева, Радомля и Могилева, захватив большое количество пленников.
В 1565 году Василий Бутурлин находился на воеводстве в Пскове, откуда осуществил поход на Литву, разорил приграничные владения, в бою под Шмилтином разбил литовское войско и с большим количеством пленников вернулся обратно. Иван Грозный прислал к отличившемуся воеводе из Москвы в Псков его племянника Ивана Бутурлина с золотым.
В 1566 году Василий Бутурлин поставил подпись под решением Земского собора о продолжении войны за Ливонию и в сентябре того же года служил воеводой в Дорогобуже. В 1569 году участвовал в новом походе на Литву.

## Семья
Василий Бутурлин — один из шести сыновей окольничего и воеводы Андрея Никитича Бутурлина (ум. 1536)
Сын: Матвей Васильевич Бутурлин (ум. 1607) — стольник и воевода .